# Drache & Co.
Drache & Co. (engl.: Potatoes and Dragons, franz.: Patates et Dragons) ist eine Zeichentrickserie in deutsch-französisch-kanadischer Produktion, die zwischen 2004 und 2005 produziert wurde.

## Handlung
Die Handlung spielt im märchenhaften Königreich der Kartoffeln. Auf einem prächtigen Schloss inmitten auf einem grünen Hügel lebt der König der Kartoffeln, Hugo III. In einer Drachenhöhle lebt ein grüner Drache, der dem König täglich Ärger macht. Um sich nun den Drachen vom Leibe zu verschaffen, hat er Ritter berufen, die den Drachen vertreiben sollen. Dafür bietet er ihnen die Hand seiner Tochter, der Prinzessin Melodine, an. Allerdings hat sich diese bereits in den Hofnarren Riri verliebt und interessiert sich dementsprechend auch nicht für die Ritter. Stattdessen versucht sie mit dem kleinen Knappen Juju den Drachen zu beschützen, den König auszutricksen und die Ritter zu vertreiben. Manchmal hilft ihnen da bei auch der Hofzauberer Merlin.

## Produktion und Veröffentlichung
Die Serie entstand in deutscher, kanadischer und französischer Produktion und wurde zwischen 2004 und 2005 produziert. Dabei ist eine Staffel mit 78 Episoden bzw. 26 Folgen, wenn eine Folge dreimal sieben Minuten Folgen enthält, entstanden. Regie führte hierbei Jean-Christophe Roger. Für das Drehbuch waren Philippe Thirault, Jean-Marc Bouzigues und Jan Van Rijsselberge verantwortlich. Die Musik stammt von Ray Fabi und Jeffrey Lyle Fischer.
Die deutsche Erstausstrahlung fand am 27. September 2005 auf KI.KA statt. Spätere Ausstrahlungen fanden auch auf Das Erste, SWR und rbb statt.

## Episodenliste
| Nr. | deutscher Titel               | englischer Titel                                     | Erstausstrahlung   |
| 1   | Drache in Gefahr              | Endangered Dragon                                    | 23. April 2006     |
| 2   | Neue Wege                     | Fried Green Potatoes                                 | 29. August 2006    |
| 3   | Der Meisterdetektiv           | Elementary, My Dear Dragon                           | 12. Juni 2006      |
| 4   | Angriff der Plagegeister      | An Elf In The Hand …                                 | 30. April 2006     |
| 5   | Heiße Kartoffeln              | Hot Potato                                           | 13. Juni 2006      |
| 6   | Der Held im Schnee            | Ready Yeti?                                          | 4. September 2006  |
| 7   | Lasst Blumen sprechen         | Potato Bouquet                                       | 7. Mai 2006        |
| 8   | Eisige Zeiten                 | King Of The Potato Frontier                          | 6. September 2006  |
| 9   | Ein besonderer Duft           | Rose Party                                           | 15. Juni 2006      |
| 10  | Die Seelenwanderung           | It Wasn’t Me                                         | 14. Mai 2006       |
| 11  | Geisterstunde                 | Haunted Potatoes                                     | 16. Juni 2006      |
| 12  | Mehr Respekt, bitte!          | Can’t Get No Respect                                 | 12. September 2006 |
| 13  | Geld oder Drache              | Lady Ravage                                          | 21. Mai 2006       |
| 14  | Vater und Sohn                | All In The Family                                    | 14. September 2006 |
| 15  | Das Schmusetier               | Mr. Croaky                                           | 15. September 2006 |
| 16  | Seine Majestät, der Drache    | His Majesty, The Dragon                              | 28. Mai 2006       |
| 17  | Wer spinnt denn hier?         | Crazy For Sale                                       | 19. September 2006 |
| 18  | Superstar gesucht             | Cool, Baby!                                          | 20. September 2006 |
| 19  | Das Spatzenhirn               | Agent Double-O-Nothing                               | 4. Juni 2006       |
| 20  | Der Tintenfisch-Trick         | Potatoes Alfredo                                     | 22. September 2006 |
| 21  | Der Blutsauger                | G’Day Dragon                                         | 25. September 2006 |
| 22  | Kleine Monster, große Monster | Loch Ness Mess                                       | 11. Juni 2006      |
| 23  | Alles aus Plastik             | Plastic Fantastic!                                   | 27. September 2006 |
| 24  | Mafia und Kartoffeln          | Some Like It … Not Too Hot                           | 28. September 2006 |
| 25  | Romantische Gefühle           | The Tortures Of Romance                              | 18. Juni 2006      |
| 26  | Riri, der Superheld           | Closed For Construction                              | 2. Oktober 2006    |
| 27  | Mamas Liebling                | Big Mama Torture                                     | 4. Oktober 2006    |
| 28  | Besuch aus alten Zeiten       | Prehistoric Story                                    | 25. Juni 2006      |
| 29  | Der doppelte Ritter           | Being Stainless Isn’t Painless                       | 4. Oktober 2006    |
| 30  | Gut gejodelt!                 | Yodel!                                               | 5. Oktober 2006    |
| 31  | Weihnachtsmänner‘             | Twas The Night Before Christmas                      | 27. Juni 2006      |
| 32  | Der Wettkampf                 | Incoming Inca                                        | 10. Oktober 2006   |
| 33  | Winterschlaf im Sommer        | Summertime, And The Dragon Is Sleepy                 | 11. Oktober 2006   |
| 34  | Ein Wunderfrosch              | One Froggy Knight                                    | 28. Juni 2006      |
| 35  | Goldene Zeiten                | Filthy Rich!                                         | 13. Oktober 2006   |
| 36  | Nur keine Angst               | Business Scents                                      | 17. Oktober 2006   |
| 37  | In der Falle                  | Trap-Happy                                           | 29. Juni 2006      |
| 38  | Besuch aus Venedig            | Here Today, Gondola Tomorrow                         | 19. Oktober 2006   |
| 39  | Der Drachenzahn               | The Tooth, The Whole Tooth And Nothing But The Tooth | 20. Oktober 2006   |
| 40  | Das Ritter-Turnier            | Joust Kidding                                        | 30. Juni 2006      |
| 41  | Schöne Aussichten             | Nostradumbo                                          | 29. November 2007  |
| 42  | Unfug unter Wasser            | Deep-Sea Doodles                                     | 24. Oktober 2006   |
| 43  | Der Schlafwandler             | That Was Zen, This Is Now                            | 3. Juli 2006       |
| 44  | Hüter der Flöhe               | Flea At Last!                                        | 25. Oktober 2006   |
| 45  | Ein schlauer Wolf             | Un-Bear-Able                                         | 6. Dezember 2007   |
| 46  | Der Eisdrache                 | Blue Blunder                                         | 4. Juli 2006       |
| 47  | Bitte nicht stören!           | Do Not Disturb!                                      | 11. Dezember 2007  |
| 48  | Der letzte Schrei             | By The Skin Of His Teeth                             | 27. Oktober 2006   |
| 49  | Fliegende Drachen             | Dragon, Fly!                                         | 5. Juli 2006       |
| 50  | Die Kampfmaschine             | Robo-Flop                                            | 30. Oktober 2006   |
| 51  | Chaos an Weihnachten          | Naughty Or Nice?                                     | 18. Dezember 2007  |
| 52  | Der Angeber                   | Sir Lance A Lot                                      | 6. Juli 2006       |
| 53  | Bitte Lächeln …               | The Royal Portraits                                  | 28. August 2007    |
| 54  | Der Außerirdische             | The King And Aï                                      | 1. November 2006   |
| 55  | Der Familienausflug           | Roughing It                                          | 7. Juli 2006       |
| 56  | Drachen unter sich            | Mother Dearest                                       | 2. November 2006   |
| 57  | Der müde Vampir               | Enough With Eternity                                 | 30. August 2007    |
| 58  | Der Fluch                     | The Curse                                            | 10. Juli 2006      |
| 59  | Anglerlatein                  | Go Fish!                                             | 31. August 2007    |
| 60  | Wer hat den Vogel?            | Bye-Bye Birdie                                       | 6. November 2006   |
| 61  | Prost Mahlzeit!               | Dinner Is Served                                     | 11. Juli 2006      |
| 62  | Das Meermädchen               | The Merman                                           | 7. November 2006   |
| 63  | Erfinder unter sich           | Ka-Boom!                                             | 5. September 2007  |
| 64  | Der Ersatzkönig               | The Substitute Ruler                                 | 12. Juli 2006      |
| 65  | Wie im Wilden                 | WestenYee-hah!                                       | 6. September 2007  |
| 66  | Allzeit bereit!               | Be Prepared … For Dragons!                           | 9. November 2006   |
| 67  | Königin Kobra                 | Queen Cobra                                          | 13. Juli 2006      |
| 68  | Hermes hilft                  | Far From Heaven                                      | 11. November 2008  |
| 69  | Spanische Geschichten         | Corrida Del Dragon                                   | 27. Dezember 2006  |
| 70  | Gerechtigkeit siegt           | En Garde!                                            | 14. Juli 2006      |
| 71  | Der Heiratsvermittler         | Lightning Romance                                    | 29. Dezember 2006  |
| 72  | Die Schatzkarte               | The Treasure Map                                     | 1. Januar 2007     |
| 73  | Die Verwandlung               | Sir Jeckyl And Sir Hyde                              | 18. August 2006    |
| 74  | Film ab!                      | Wham! Bam!                                           | 3. Januar 2007     |
| 75  | Der Maulwurf                  | The Mole                                             | 4. Januar 2007     |
| 76  | Der Doppelgänger              | Moby Dragon                                          | 21. August 2006    |
| 77  | König des Urwalds             | King Of The Jungle                                   | 8. Januar 2007     |
| 78  | Friedliche Revolution         | Tie Dye Dragon                                       | 9. Januar 2007     |